# Dichromodes phaeostropha
Dichromodes phaeostropha är en fjärilsart som beskrevs av Turner 1925. Dichromodes phaeostropha ingår i släktet Dichromodes och familjen mätare. Inga underarter finns listade i Catalogue of Life.